# Сантьягу (остров)
Сантьягу (порт. Ilha de Santiago) — самый большой по площади и численности населения остров Кабо-Верде. Население — 235 803 человека.

## География
Его размеры — 50 км в длину и около 24 км в ширину. Площадь острова — 991 км².
Самая высокая точка острова — двухвершинный пик Санту-Антониу (1392 м).
На острове выращивают тропические фрукты: бананы, папайю, манго, финики, кокосы и т. д. За растительное богатство остров Сантьягу часто называют хлебной корзиной архипелага Кабо-Верде. Здесь в окружении эвкалиптового леса, находится уникальный природный парк с баобабами и драконовыми деревьями возрастом несколько сотен лет. Природный парк находится по дороге из Праи в Таррафал в трёх километрах от города Асомада.
В 2015 году учёные, проводящие раскопки на острове Сантьягу, предположили что он подвергся удару мегацунами 73 тыс. лет назад, которое было вызвано взрывным извержением вулкана Фогу, который находится в 50 километрах от острова. Мощности волне добавило обрушение стенок вулкана. По общим подсчётам учёных, высота волны составила 170 метров. Масса некоторых валунов, выброшенных на крутые берега Сантьягу во время палеоцунами, составляет свыше 700 тонн. Они лежат на высоте 200 метров над уровнем моря.

## История
Первое поселение португальских колонизаторов на острове появилось в 1462 году, а освоение Сантьягу связано с именем генуэзского мореплавателя Антонио де Ноли, который построил в южной оконечности острова первое укреплённое поселение Рибейра-Гранди (Ribeira Grande), ныне называющийся Сидади-Велья (порт. Cidade Velha, «старый город»), чтобы избежать путаницы с одноимённым поселением на острове Санту-Антан. Сидади Велья стал первым городом в мире, построенным европейцами в тропических широтах. В 1533 году здесь появился собор и первый католический приход. В течение долгого времени Сидади-Велья оставался ключевым морским портом на перепутье Африки, Америки, Европы и Индии, в котором суда пополняли свои запасы продовольствия и пресной воды, и служил перевалочным пунктом для рабов, вывозимых из Африки на плантации Южной Америки.
Над городом возвышается крепость Св. Филиппа (Fortaleza de São Filipe), которая защищала город от нападений пиратов. Однако знаменитый сэр Фрэнсис Дрейк захватил и разграбил город в 1585 году. Постепенно вокруг Сидади-Велья по всему острову Сантьягу возникали новые поселения (São Domingos, Assomada, Tarrafal, Pedra Badejo, Calheta).
16 января 1832 года остров посетил корабль «Бигль» с Чарльзом Дарвином на борту. Дарвин провёл обзор острова, описал его геологию и рельеф: 
С моря окрестности Порто-Праи выглядят пустынными. Вулканический огонь прошлых веков и бурный зной тропического солнца сделали почву во многих местах непригодной для растительности. Местность постепенно поднимается плоскими уступами, по которым разбросаны там и сям конические холмы с затупленными вершинами, а на горизонте тянется неправильная цепь более высоких гор…
Столица государства Кабо-Верде город Прая (Praia) находится в 13 км восточнее Сидади-Велья.
23 октября 2005 года в Прае рейсом Лиссабон — Прая был торжественно открыт второй в стране (после острова Сал) международный аэропорт, соединивший её с европейскими городами.

## Остров в филателии
В 1998 году почта Кабо-Верде выпустила почтовую марку (Sc #734), посвящённую первооткрывателям неизведанного, с цитатой из пятой песни «Лузиад» Луиша де Камоэнса:

Гостеприимный остров нас встречал,

Что принял имя славного Сантьяго.
Оригинальный текст (порт.)Aquella ilha aportamos que tomou

O nome do guerreiro Sant'Jago.
— Перевод О.А. Овчаренко

## Населённые пункты
- Асомада
- Кальета-де-Сан-Мигель
- Канселу
- Педра-Бадежу
- Пикуш
- Прая
- Прая-Баиксу
- Рибейра-да-Барка
- Рибейра-да-Прата
- Руи-Важ
- Сан-Домингуш
- Сан-Франсишку
- Сидади-Велья
- Таррафал
- Шан-Бон

## Административное деление
| Остров   | Муниципалитет              | Община                   |
| -------- | -------------------------- | ------------------------ |
| Сантьягу | Прая                       | Носса-Сеньора-да-Граса   |
| Сантьягу | Сан-Домингуш               | Носса-Сеньора-да-Луш     |
| Сантьягу | Сан-Домингуш               | Сан-Николау-Толентино    |
| Сантьягу | Санта-Катарина             | Санта-Катарина           |
| Сантьягу | Сан-Салвадор-Мунду         | Сан-Салвадор-Мунду       |
| Сантьягу | Санта-Круш                 | Сантьягу-Майор           |
| Сантьягу | Сан-Лоренсу-дуз-Органш     | Сан-Лоренсу-дуз-Органш   |
| Сантьягу | Рибейра-Гранде-де-Сантьягу | Сантиссимо-Номе-де-Жесуш |
| Сантьягу | Рибейра-Гранде-де-Сантьягу | Сан-Жуан-Батишта         |
| Сантьягу | Сан-Мигел                  | Сан-Мигел-Арканжу        |
| Сантьягу | Таррафал                   | Санту-Амару-Абаде        |